# Cantone di Monts du Réquistanais
Il Cantone di Monts du Réquistanais è una divisione amministrativa dell'arrondissement di Rodez.
È stato costituito a seguito della riforma approvata con decreto del 21 febbraio 2014, che ha avuto attuazione dopo le elezioni dipartimentali del 2015.

## Composizione
Comprende i 14 comuni di:
- Arvieu
- Auriac-Lagast
- Calmont
- Cassagnes-Bégonhès
- Comps-la-Grand-Ville
- Connac
- Durenque
- Lédergues
- Réquista
- Rullac-Saint-Cirq
- Saint-Jean-Delnous
- Sainte-Juliette-sur-Viaur
- Salmiech
- La Selve